# TNA Genesis
Genesis es un evento pago por visión anual de lucha libre profesional producido por la Total Nonstop Action Wrestling (TNA). El evento se celebró entre 2005 y 2007 en noviembre, pero en el 2009, el evento fue trasladado a enero, por lo que no se celebró en 2008. El PPV fue cambiado debido al nombre Genesis y el inicio del año. El nombre también fue usado el 9 de mayo de 2003 para un especial de 2 horas que destacó en los primeros momentos en la historia de la TNA.
El 12 de diciembre de 2020 en Final Resolution, se anunció que Genesis sería revivido como especial mensual para Impact Plus el 9 de enero de 2021.

## Resultados

### 2005
Genesis 2005 tuvo lugar el 13 de noviembre de 2005 en TNA Impact! Zone en Orlando, Florida.
El evento fue dedicado a Eddie Guerrero, quien había muerto el mismo día del evento, aunque Eddie nunca luchó o trabajó para la TNA. También fue el evento en el cual Christian Cage hizo su debut.
- Dark Match: Shark Boy derrotó a Nigel McGuinness. (5:30)
  - Shark Boy cubrió a McGuinness con un "Small Package".
- Dark Match: The Diamonds in the Rough (Simon Diamond, David Young y Elix Skipper) derrotaron a The Naturals (Andy Douglas y Chase Stevens) y Lance Hoyt. (5:48)
  - Skipper cubrió a Stevens después de un "Double Side Slam".
- Raven derrotó a P.J. Polaco. (5:59)
  - Raven cubrió a Polaco después de un "Raven Effect DDT".
- 3Live Kru (B.G. James, Ron Killings & Konnan) derrotaron a Team Canada (Eric Young, Bobby Roode & A-1) (con Kip James como árbitro especial) en un Hockey Stick Fight. (10:21)
  - Killings cubrió a Young después de un "Nizzie Legdrop".
- Monty Brown derrotó a Jeff Hardy ganando una oportunidad al NWA World Heavyweight Championship. (8:51)
  - Brown cubrió a Jeff después de un "Pounce".
- Christopher Daniels, Samoa Joe, Alex Shelley y Roderick Strong derrotaron a Chris Sabin, Matt Bentley, Sonjay Dutt y Austin Aries (con Traci) en un Elimination X Match. (23:15)
  - Aries cubrió a Strong después de un "Brainbuster" y un "450° splash". (12:02)
  - Daniels cubrió a Aries con un "Small Package". (12:14)
  - Shelley obligó a Dutt a rendirse con un "Border City Stretch". (15:08)
  - Bentley cubrió a Shelley después de un "Superkick". (15:49)
  - Joe obligó a Bentley a rendirse con un "Coquina Clutch". (20:45)
  - Daniels cubrió a Sabin después de un "Angel's Wings". (23:15)
  - Después del combate, Samoa Joe atacó a Daniels y le aplicó dos "Muscle Busters".
- Abyss (con James Mitchell) derrotó a Sabu en un No Disqualification match. (10:46)
  - Abyss cubrió a Sabu después de un "Black Hole Slam" sobre una silla.
- A.J. Styles derrotó a Petey Williams (con A-1) reteniendo el Campeonato de la División X. (18:19)
  - Styles cubrió a Williams después de un "Super Styles Clash".
- Rhino & Team 3D (Brother Ray & Brother Devon) derrotó a Jeff Jarret & America's Most Wanted (Chris Harris & James Storm) (con Gail Kim). (15:44)
  - Devon cubrió a Storm después de un "3D".
  - Después de la lucha, Team Canada atacó a Team 3D hasta que Christian Cage, quien hizo su debut en la compañía, le hizo un "Unprettier" a Coach D'Amore. Cage entonces ayudó a Team 3D poniendo a Jarrett en una mesa.

### 2006
Genesis 2006 tuvo lugar el 19 de diciembre de 2006 en TNA Impact! Zone en Orlando, Florida. 
- Dark Match: Eric Young derrotó a Robert Roode (con Ms. Brooks). (01:00)
  - Young cubrió a Roode después de un "Roll-Up".
  - Roode inicialmente ganó la lucha pero el árbitro Rudy Charles ordenó reiniciar la lucha.
- The Voodoo Kin Mafia (B.G. James & Kip James) derrotaron a Kazarian, Maverick Matt & Johnny Devine. (03:39)
  - Kip cubrió a Devine tras un "Cobra Clutch Slam".
  - Kip usó el "Pedigree" contra Bentley durante el combate para continuar su "guerra" contra WWE.
- The Naturals (Andy Douglas & Chase Stevens) (con Shane Douglas) derrotaron a Sonjay Dutt & Jay Lethal (con Jerry Lynn). (08:30)
  - Stevens cubrió a Dutt tras una combinación "Sitout powerbomb / Missile dropkick".
- Christopher Daniels derrotó a Chris Sabin reteniendo el Campeonato de la División X. (13:29)
  - Daniels cubrió a Sabin con un Roll-Up.
- Ron Killings & Lance Hoyt derrotaron a The Paparazzi (Austin Starr & Alex Shelley) (con Kevin Nash). (11:11)
  - Hoyt cubrió a Shelley por medio de un "Small Package".
- Christian Cage derrotó a A.J. Styles. (15:56)
  - Cage cubrió a Styles tras sentarse durante un intento de "Sunset Flip" de Styles.
- The Latin American Exchange (Homicide & Hernandez) (con Konnan) derrotaron a America's Most Wanted (Chris Harris & James Storm) (con Gail Kim) para retener el NWA World Tag Team Championship. (09:28)
  - Hernandez cubrió a Storm después de que Homicide golpeó a Storm con un elemento metálico.
  - Tras el combate, Jim Cornette apareció y desposeyó de sus títulos a LAX debido a sus acciones precedentes al PPV - una decisión que más tarde fue anulada.
- Abyss (con James Mitchell) derrotó a Sting por descalificación ganando el Campeonato Mundial Peso Pesado de la NWA. (15:30)
  - Sting fue descalificado después de golpear al árbitro Rudy Charles.
  - Sting perdió el título porque las reglas TNA contemplan que un título pueda cambiar de manos mediante una descalificación.
- Kurt Angle derrotó a Samoa Joe. (13:42)
  - Angle obligó a Joe a rendirse mediante el "Ankle Lock".

### 2007
Genesis 2007 tuvo lugar el 11 de noviembre de 2007 en TNA Impact! Zone en Orlando, Florida. 
- Abyss derrotó a Black Reign en un Shop of Horrors Match. (10:13)
  - Abyss cubrió a Reign después de un "Black Hole Slam".
  - Después del combate, un hombre misterioso cegó a Abyss y le metió en una caja, que él y Reign lanzaron fuera del escenario.
- The Motor City Machine Guns (Alex Shelley & Chris Sabin) derrotaron a Team 3D (Brother Ray & Brother Devon). (17:37)
  - Sabin cubrió a Ray después de un "ASCS Rush" de Sabin y Shelley.
- Gail Kim derrotó a Roxxi Laveaux, ODB y Angel Williams reteniendo el Campeonato Mundial Femenino de la TNA. (09:01)
  - Kim cubrió a ODB después de un "Happy Ending".
  - Durante la lucha Laveaux cegó a OBD con un tipo de líquido morado.
  - Después de la lucha Awesome Kong confrontó a Kim para retarla por su título.
- Jay Lethal derrotó a Sonjay Dutt reteniendo el Campeonato de la División X de la TNA. (12:01)
  - Lethal cubrió a Dutt después de un "Diving Elbow Drop".
  - Después del combate, Team 3D atacaron a ambos con cinturones de cuero, aplicaron un "3D" a ambos y robaron el cinturón del campeonato de la X Division.
- Christian's Coalition (A.J. Styles & Tomko) derrotaron a The Steiner Brothers (Rick Steiner & Scott Steiner) reteniendo el Campeonato Mundial en Parejas de la TNA. (10:43)
  - Styles cubrió a Rick después de un "Low Blow" y un golpe con una silla.
- Samoa Joe derrotó a Robert Roode (con Ms. Brooks). (15:43)
  - Joe cubrió a Roode después de un "Muscle Buster".
  - Brooks se desmayó durante el combate y tuvo que ser auxiliada.
- Kaz derrotó a Christian Cage en un Ladder Match para hacerse con el 2007 Fight for the Right Tournament (15:13)
  - Kaz consiguió hacerse con una oportunidad para optar al Campeonato Mundial Peso Pesado de la TNA.
- Kurt Angle & Kevin Nash derrotaron a Sting & Booker T reteniendo Angle el Campeonato Mundial Peso Pesado de la TNA. (13:41)
  - Angle cubrió a Sting después de un "Olympic Slam"
  - Durante el combate, A.J. Styles y Tomko interfirieron en beneficio de Angle y Sharmell en el de Booker T y Sting.
  - Booker T fue programado como el compañero misterioso de Sting.

### 2009
Genesis 2009 tuvo lugar el 11 de enero de 2009 desde el Bojangles' Coliseum en Charlotte, Carolina del Norte.
- The Latin American Xchange (Homicide & Hernandez) & Eric Young derrotaron a Jimmy Rave, Sonjay Dutt & Kiyoshi en un Six Man Elimination Tag Team Match.
  - Dutt cubrió a Young usando las cuerdas como ayuda.
  - Rave cubrió a Homicide con un "Roll-Up".
  - Hernandez cubrió a Kiyoshi después de un "Border Toss".
  - Hernandez cubrió a Dutt después de un "Sitout Powerbomb".
  - Hernandez cubrió a Rave.
  - Originalmente, Shark Boy y Lance Rock iban a estar en la pelea, pero no participaron.
- Alex Shelley derrotó a Chris Sabin ganando el vacante Campeonato de la División X de la TNA.
  - Shelley cubrió a Sabin con un "Roll-Up".
- Shane Sewell derrotó a Sheik Abdul Bashir.
  - Sewell cubrió a Bashir con un "Sunset Flip".
- Beer Money, Inc. (Robert Roode & James Storm) derrotó a Jay Lethal & Consequences Creed (c) y Abyss & Matt Morgan ganando el Campeonato Mundial en Parejas de la TNA.
  - Roode cubrió a Morgan después de un golpe con el título por parte de Abyss.
- ODB, Taylor Wilde & Roxxi derrotaron a Rhaka Khan, Raisha Saeed & Sojourner Bolt.
  - ODB cubrió a Saeed con un "Inside Cradle".
  - Como resultado, ODB recibió una oportunidad por el Campeonato de Knockouts de la TNA.
  - Originalmente la pelea iba a ser Christy Hemme vs. Awesome Kong con el título en juego, pero las lesiones de ambas lo impidieron.
- Kurt Angle derrotó a Jeff Jarrett.
  - Angle cubrió a Jarrett con un "Roll-Up".
- Sting derrotó a Rhino reteniendo el Campeonato Mundial Peso Pesado de la TNA.
  - Sting cubrió a Rhino después de un "Scorpion Death Drop".
- Mick Foley & The Frontline (A.J. Styles & Brother Devon) derrotaron a Cute Kip & The Main Event Mafia (Booker T & Scott Steiner) en un Hardcore Match.
  - Foley cubrió a Steiner después de un "DDT" sobre una silla.
  - Originalmente, la lucha terminó por doble cuenta fuera, pero Foley reinició el combate en un Hardcore Match.
  - Originalmente Kevin Nash iba a pelear, pero debido a una infección de codo Cute Kip lo reemplazó.

### 2010
Genesis 2010 tuvo lugar el 17 de enero de 2010 en la Zona de Impacto en Orlando, Florida.
- Amazing Red derrotó a Brian Kendrick reteniendo el Campeonato de la División X de la TNA. (07:09)
  - Red cubrió a Kendrick después de un "Code Red".
  - Esta fue el debut de Kendrick en la TNA.
- Sean Morley derrotó a Daniels. (05:22)
  - Morley cubrió a Daniels después de un "Money Shot"
- Tara derrotó a ODB en un 2 out of 3 Falls Match, ganando el Campeonato Femenino de la TNA. (05:16)
  - Tara cubrió a ODB con un "Roll-Up". (00:54)
  - Tara cubrió a ODB después de un "Widow's Peak". (05:16)
- Hernandez & Matt Morgan derrotaron a The British Invasion (Doug Williams & Brutus Magnus) ganando el Campeonato Mundial en Parejas de la TNA. (08:00)
  - Morgan cubrió a Magnus después de un "Carbon Footprint"
- Desmond Wolfe derrotó a D'Angelo Dinero. (10:19)
  - Wolfe cubrió a Dinero después de un "Huge Lariat"
- Beer Money, Inc. (James Storm & Robert Roode) derrotó a The Band (Kevin Nash & Syxx Pac). (06:22)
  - Roode cubrió a Nash con un "Roll-Up" después de un "Last Call" de Storm.
  - Scott Hall iba a luchar, pero fue sustituido por Syxx-Pac por múltiples lesiones.
- Mr. Anderson derrotó a Abyss. (09:17)
  - Anderson cubrió a Abyss después de golpearle con un puño americano.
  - Bobby Lashley iba a luchar contra Abyss, pero fue sustituido por Anderson al ser atacado por Abyss antes de la lucha.
  - Este fue el debut de Anderson en la TNA.
- A.J. Styles derrotó a Kurt Angle, reteniendo el Campeonato Mundial Peso Pesado de la TNA. (34:29)
  - Styles cubrió a Angle después de golpearle con el cinturón.
  - Durante la lucha, Ric Flair interfirió a favor de Styles.

### 2011
Genesis 2011 tuvo lugar el 9 de enero de 2011 desde Zona de Impacto en Orlando, Florida.
- Kazarian derrotó a Jay Lethal ganando el Campeonato de la División X de la TNA. (11:38)
  - Kazarian cubrió a Lethal después de un "Fade to Black".
- Madison Rayne derrotó a Mickie James reteniendo el Campeonato Femenino de la TNA. (10:27)
  - Rayne cubrió a James después de noquearla con un guante de motorista.
  - Durante la lucha, Tara distrajo a James y al árbitro.
- Beer Money, Inc. (James Storm & Robert Roode) derrotaron a The Motor City Machine Guns (Chris Sabin & Alex Shelley) ganando el Campeonato Mundial en Parejas de la TNA. (17:59)
  - Storme cubrió a Sabin con un "Roll-Up".
- Bully Ray derrotó a Brother Devon por descalificación. (08:48)
  - El árbitro descalificó a Devon por usar una cadena.
  - Después de la lucha, ambos siguieron atacándose.
- Abyss derrotó a Douglas Williams ganando el Campeonato Televisivo de la TNA. (09:47)
  - Abyss cubrió a Williams después de un "Black Hole Slam".
  - A.J. Styles iba a luchar, pero fue reemplazado por Abyss debido a una lesión.
  - Durante la lucha, Styles intervino a favor de Abyss.
- Matt Hardy derrotó a Rob Van Dam. (11:54).
  - Hardy cubrió a RVD después de un "Twist of Hate".
  - RVD tenía la pierna bajo la cuerda y el árbitro no la vio.
  - Este fue el debut de Hardy en la TNA.
- Jeff Jarrett y Kurt Angle terminaron sin resultado en una exhibición de artes marciales mixtas. (04:30)
  - El árbitro terminó el combate cuando Angle comenzó a sangrar mucho.
- Mr. Anderson derrotó a Matt Morgan ganando una oportunidad por el Campeonato Mundial Peso Pesado de la TNA. (15:24)
  - Anderson cubrió a Morgan con un "Small Package".
- Mr. Anderson derrotó a Jeff Hardy ganando el Campeonato Mundial Peso Pesado de la TNA. (09:05)
  - Anderson cubrió a Hardy después de un "Mic Check".
  - Durante la lucha, Immortal (Matt Hardy, Ric Flair & Eric Bischoff) intervinieron a favor de Hardy, mientras que Rob Van Dam, Matt Morgan y Mick Foley intervinieron a favor de Anderson.

### 2012
Genesis 2012 tuvo lugar el 8 de enero de 2012 desde Zona de Impacto en Orlando, Florida.
- Austin Aries derrotó a Kid Kash, Jesse Sorensen y Zema Ion reteniendo el Campeonato de la División X de la TNA. (09:50)
  - Ion cubrió a Kash con un "450º Splash".
  - Sorensen cubrió a Ion con un "Inside Cradle".
  - Aries cubrió a Sorensen con un "Brainbuster" desde la tercera cuerda.
- Devon derrotó a D'Angelo Dinero (con Terrence y Terrell). (10:19)
  - Devon cubrió a Dinero después de un "Saving Grace ".
  - Durante el combate, Terrence y Terrell atacaron a Dinero, cambiando a face.
- Gunner(con Ric Flair) derrotó a Rob Van Dam. (06:51)
  - Gunner cubrió a RVD después de un "DDT" sobre cemento.
  - Después del combate, se llevaron a RVD en camilla.
- La Campeona de Knockouts de la TNA Gail Kim (con Madison Rayne derrotó a Mickie James (con Velvet Sky) por descalificación. (06:19)
  - James fue descalificada por atacar a Kim con un puño americano.
  - Como consecuencia, Kim retuvo el campeonato.
  - Durante el combate, Madison Rayne estuvo suspendida en una jaula sobre el ring.
- Abyss derrotó a Bully Ray en un Monster's Ball Match. (15:28)
  - Abyss cubrió a Ray después de un "Black Hole Slam" sobre una mesa con alambre de púas.
  - Si Abyss perdía, se uniría a Immortal.
- Matt Morgan & Crimson derrotaron a Samoa Joe & Magnus reteniendo el Campeonato Mundial en Parejas de la TNA. (09:22)
  - Morgan cubrió a Magnus después de una "Double Chokeslam" con Crimson.
- Kurt Angle derrotó a James Storm. (13:40)
  - Angle cubrió a Storm después de una "Superkick".
- Jeff Hardy derrotó al Campeón Mundial Peso Pesado de la TNA Bobby Roode por descalificación. (19:38)
  - Roode fue descalificado después de atacar al árbitro.
  - Como consecuencia, Roode retuvo el campeonato.
  - Después del combate, Hardy le aplicó una "Swanton Bomb" a Roode.

### 2013
Genesis 2013 tuvo lugar el 13 de enero de 2013 desde Zona de Impacto en Orlando, Florida. El tema oficial es "Heavy Hearts" de Close Your Eyes.
- Chavo Guerrero, Jr. & Hernandez derrotaron a Matt Morgan & Joey Ryan reteniendo el Campeonato Mundial en Parejas de la TNA. (11:30)
  - Chavo cubrió a Ryan después de un "Frog Splash".
- Mr. Anderson derrotó a Samoa Joe. (10:45)
  - Anderson cubrió a Joe después un "Mic Check" luego de una distracción de Mike Knox.
- Christian York derrotó a Kenny King ganando una oportunidad por el Campeonato de la División X de la TNA. (10:12)
  - York cubrió a King con un "Roll-Up".
  - Después de la lucha King le aplicó un "Coronation" a York.
- Rob Van Dam derrotó a Christian York reteniendo el Campeonato de la División X de TNA. (05:30)
  - RVD cubrió a York después de un "Five Star Frog Splash".
- El Campeón de la Televisión de la TNA Devon derrotó a Joseph Park. (11:17)
  - Devon cubrió a Park con un "Roll-Up".
  - El Campeonato de la Televisión de la TNA no estuvo en juego.
- Velvet Sky ganó un Knockouts Gauntlet Match ganando una oportunidad por el Campeonato Femenino de la TNA. (11:55)
  - Gail Kim cubrió a Miss Tessmacher después de un "Eat Defeat". (2:43)
  - Gail Kim cubrió a ODB después de un "Roll-Up". (6:14)
  - Gail Kim cubrió a Mickie James con un "Roll-Up". (9:19)
  - Velvet Sky cubrió a Gail Kim después de un "In Your Face". (11:55)
- Christopher Daniels (con Kazarian) derrotó a James Storm ganando una oportunidad por el Campeonato Mundial de Peso Pesado de TNA. (13:25)
  - Daniels cubrió a Storm después de un "STO" apoyándose sobre las cuerdas.
  - Durante la lucha Kazarian interfirió a favor de Daniels.
- Sting derrotó a DOC. (05:53)
  - Sting cubrió a DOC después de un "Scorpion Death Drop".
  - Después de la lucha Aces & Eights trataron de atacar a Sting, pero Bully Ray salió a ayudarlo.
- Jeff Hardy derrotó a Austin Aries y Bobby Roode en un 3-Way Elimination Match reteniendo el Campeonato Mundial de Peso Pesado de la TNA. (20:32)
  - Roode fue eliminado con un "Backslide" de Aries y un "Seated Pin" de Hardy al mismo tiempo. (18:50)
  - Hardy cubrió a Aries después de un "The Swanton". (20:32)

### 2014
Genesis 2014 (también llamado Impact Wrestling: Genesis) tuvo lugar el 16 de enero de desde el Von Braun Center en Huntsville, Alabama. A diferencia de los anteriores eventos, este evento no fue celebrado en pago por visión (PPV), sino que fue presentado como una edición especial del programa televisivo semanal de TNA, Impact Wrestling. Además, el evento fue dividido en dos partes, siendo la primera en directo y la segunda, grabada y emitida el 23 de enero.
16 de enero
- Gunner, Eric Young, Joseph Park & ODB derrotaron a The BroMans (Robbie E, Jessie Godderz & Zema Ion), Bad Influence (Christopher Daniels & Kazarian) & Lei'D Tapa. (7:32)
  - Joe forzó a Daniels a rendirse con una "Coquina Clutch".
- Bully Ray derrotó a Mr. Anderson en un No Disqualification match. (9:34)
  - Ray cubrió a Anderson después de un "Piledriver".
- Madison Rayne derrotó a Gail Kim (c) (con Lei'D Tapa) ganando el Campeonato de Knockouts de la TNA. (4:06)
  - Rayne cubrió a Kim después de un "Rayne Drop".
- Ethan Carter III derrotó a Sting (con Rockstar Spud y Magnus como árbitros especiales invitados) (4:53)
  - Carter cubrió a Sting con un "Schoolboy".
  - El árbitro especial invitado Magnus hizo la cuenta de 3 rápidamente.

23 de enero
- Gunner derrotó a James Storm en un Briefcase on a Pole match, reteniendo su maletín de Feast or Fired.
  - Gunner ganó la lucha después de abandonar el ring con el maletín.
- Austin Aries derrotó a Chris Sabin, ganando el Campeonato de la División X de la TNA.
  - Aries cubrió a Sabin después de un "Brainbuster".
  - Durante la lucha, Velvet Sky estuvo encerrada en un jaula.
- Kurt Angle derrotó a Bobby Roode en un Steel Cage Match.
  - Angle ganó la lucha tras escapar de la jaula.
- Samuel Shaw derrotó a Dewey Barnes.
  - Shaw forzó a Barnes a rendirse con un "Kata-gatame".
- Samoa Joe derrotó a Rockstar Spud.
  - Joe cubrió a Spud después de un "Muscle Buster".
- Magnus derrotó a Sting en un No Disqualification, No Count Out, TNA World Title vs. Career Match, reteniendo el Campeonato Mundial Peso Pesado de la TNA.
  - Magnus cubrió a Sting después de un "Magnus Driver"
  - Como consecuencia, el contrato de Sting con TNA quedó terminado.
  - Después de la lucha, Magnus rompió el contrato de Sting y dio un mensaje de que TNA no sirve.

### 2018
Genesis 2018 (también llamado IMPACT: Genesis) tuvo lugar el 25 de enero desde el Impact Zone en Ottawa, Canadá. Fue presentado como una edición especial del programa televisivo semanal de Impact. Es el primer evento especial que fue grabado en las nuevas instalaciones de Impact Wrestling en Canadá.
- Matt Sydal derrotó a Ethan Carter III, ganando el Gran Campeonato de Impact.
  - Sydal cubrió a Carter después de un «Air Sydal».
  - En esta lucha, no se contaron las reglas para el campeonato, por lo que fue como un singles match.
- Laurel Van Ness derrotó a Allie, reteniendo el Campeonato de Knockouts de Impact.
  - Van Ness cubrió a Allie después de golpearla con el título.
- Moose derrotó a Lashley (con Dan Lambert y KM).
  - Moose cubrió a Lashley después de un «Game Changer».
  - Durante la lucha, Lambert y KM interfirieron a favor de Lashley.
  - Después de la lucha, Lambert discutió con Lashley pero este le aplicó un «Spear» a KM y atacó a Lambert y a John Hart junto a Moose., cambiando a face.
  - Después de la lucha, ambos se dieron la mano en señal de respeto.
  - Esta fue la última lucha de Lashley en Impact.
- Taiji Ishimori derrotó a Andrew Everett, reteniendo el Campeonato de la División X de Impact.
  - Ishimori cubrió a Everett después de un «450 Splash».
  - Después de la lucha, ambos se dieron la mano en señal de respeto.
  - Esta lucha fue grabada en Japón donde Ishimori había defendido el título en Pro Wrestling NOAH.
- Eli Drake (con Chris Adonis) derrotó a Johnny Impact y Alberto el Patrón en un Six Sides of Steel Match, reteniendo el Campeonato Global de Impact.
  - Drake ganó la lucha tras escapar de la jaula.
  - Durante la lucha, Adonis intervino a favor de Drake., impidiendo que Impact escapara antes que Drake
  - Esta fue la última aparición de Adonis en Impact.

### 2021
Impact Genesis 2021 tuvo lugar el 9 de enero de 2021 en el Skyway Studios en Nashville, Tennessee, debido a la pandemia de COVID-19.  El fue transmitido en exclusiva a través de Impact Plus. 

#### Resultados
- Ace Austin (con Madman Fulton) derrotó a Suicide y avanzó a la semifinal de la Super X Cup 2021.
  - Austin cubrió a Suicide después de un «The Fold».
  - Durante la lucha, Fulton interfirió a favor de Austin.
- Blake Christian derrotó a KC Navarro y avanzó a la semifinal de la Super X Cup 2021.
  - Christian cubrió a Navarro después de un «Diving Splash».
- Cousin Jake derrotó a Daivari y avanzó a la semifinal de la Super X Cup 2021.
  - Jake cubrió a Daivari después de un «Black Hole Splash».
- Crazzy Steve derrotó a Tre Lamar y avanzó a la semifinal de la Super X Cup 2021.
  - Steve cubrió a Lamar después de un «Diving DDT».
- Ace Austin (con Madman Fulton) derrotó a Cousin Jake y avanzó a la final de la Super X Cup 2021.
  - Austin cubrió a Jake después de un «Springboard».
  - Durante la lucha, Fulton interfirió a favor de Austin.
- Blake Christian derrotó a Crazzy Steve y avanzó a la final de la Super X Cup 2021.
  - Christian cubrió a Steve después de un «Springboard 450° Splash».
- Jordynne Grace derrotó a Jazz.
  - Grace cubrió a Jazz con un «Roll-Up».
  - Después de la lucha, ambas se dieron la mano en señal de respeto.
- Ace Austin (con Madman Fulton) derrotó a Blake Christian y ganó la Super X Cup 2021.
  - Austin cubrió a Christian después de un «The Fold».
- Willie Mack derrotó a Moose en un «I Quit» Match.
  - Mack ganó lucha después de que Moose dijera «I Quit» luego de que Rich Swann le ofreciera una oportunidad al Campeonato Mundial de Impact a cambio de detener el ataque hacia Mack.

#### Torneo por la Copa Super X
|  | Cuartos de final | Cuartos de final | Cuartos de final |              |  | Semifinales | Semifinales | Semifinales |  |  | Final | Final | Final |  |
|  |                  |                  |                  |              |  |             |             |             |  |  |       |       |       |  |
|  |                  |                  |                  |              |  |             |             |             |  |  |       |       |       |  |
|  | Ace Austin       | Ace Austin       | Pin              |              |  |             |             |             |  |  |       |       |       |  |
|  | Ace Austin       | Ace Austin       | Pin              |              |  |             |             |             |  |  |       |       |       |  |
|  | Suicide          | Suicide          | 10:05            |              |  |             |             |             |  |  |       |       |       |  |
|  | Suicide          | Suicide          | 10:05            | Crazzy Steve |  |             |             |             |  |  |       |       |       |  |
|  |                  |                  |                  |              |  |             |             |             |  |  |       |       |       |  |
|  |                  |                  | Cousin Jake      |              |  |             |             |             |  |  |       |       |       |  |
|  | Daivari          |                  |                  |              |  |             |             |             |  |  |       |       |       |  |
|  |                  |                  |                  |              |  |             |             |             |  |  |       |       |       |  |
|  | Cousin Jake      | Cousin Jake      | Pin              |              |  |             |             |             |  |  |       |       |       |  |
|  | Cousin Jake      | Cousin Jake      | Pin              |              |  |             | Ace Austin  |             |  |  |       |       |       |  |
|  |                  |                  |                  |              |  |             |             |             |  |  |       |       |       |  |
|  |                  |                  | Blake Christian  |              |  |             |             |             |  |  |       |       |       |  |
|  | Crazzy Steve     | Crazzy Steve     | Pin              |              |  |             |             |             |  |  |       |       |       |  |
|  | Crazzy Steve     | Crazzy Steve     | Pin              |              |  |             |             |             |  |  |       |       |       |  |
|  | Tre Lamar        |                  |                  |              |  |             |             |             |  |  |       |       |       |  |
|  |                  | Crazzy Steve     |                  |              |  |             |             |             |  |  |       |       |       |  |
|  |                  |                  |                  |              |  |             |             |             |  |  |       |       |       |  |
|  |                  |                  | Blake Christian  |              |  |             |             |             |  |  |       |       |       |  |
|  | KC Navarro       |                  |                  |              |  |             |             |             |  |  |       |       |       |  |
|  |                  |                  |                  |              |  |             |             |             |  |  |       |       |       |  |
|  | Blake Christian  | Blake Christian  | Pin              |              |  |             |             |             |  |  |       |       |       |  |
|  | Blake Christian  | Blake Christian  | Pin              |              |  |             |             |             |  |  |       |       |       |  |
|  |                  |                  |                  |              |  |             |             |             |  |  |       |       |       |  |

### 2025
Genesis 2025 tuvo lugar el 19 de enero de 2025 en el Curtis Culwell Center de Garland, Texas. Este fue el primer evento pago por visión de TNA Wrestling en 2025, reemplazando a Hard To Kill. El evento contó con la participación de luchadores perteneciente a la marca NXT.

#### Resultados
- Pre-Show: Jake Something derrotó a Ashante «Thee» Adonis.
  - Jake cubrió a Adonis después de un «Into The Void».
  - La lucha fue pactada como un reto abierto por parte de Adonis con cualquier luchador del roster de TNA, siendo Jake quien respondió al reto.
- Pre-Show: Frankie Kazarian derrotó a Leon Slater.
  - Kazarian cubrió a Slater con un «Roll-Up».
- Moose (con Alisha y JDC) derrotó a Ace Austin y retuvo el Campeonato de la División X de TNA.
  - Moose cubrió a Austin después de un «Lights Out Spear».
  - Durante la lucha, JDC y The System (Eddie Edwards & Brian Myers) interfirieron a favor de Moose, mientras que Eric Young y Steve Maclin lo hicieron a favor de Austin, dando entrada a su siguiente lucha.
- Eric Young & Steve Maclin derrotaron a The System (Eddie Edwards & Brian Myers) (con Alisha).
  - Maclin cubrió a Myers después de un «KIA».
  - Durante la lucha, Alisha interfirió a favor de The System.
- Spitfire (Dani Luna & Jody Threat) derrotaron a Ash by Elegance & Heather by Elegance (con The Personal Concierge) y retuvieron el Campeonato Mundial de Knockouts en Parejas de TNA.
  - Threat cubrió a Ash después de un «Powerbomb Neckbreaker».
- Tessa Blanchard derrotó a Jordynne Grace.
  - Blanchard cubrió a Grace después de un «Double Knee Facebreaker».
- Mike Santana derrotó a Josh Alexander en un «I Quit» Match.
  - Alexander se rindió antes de que Santana le empujara la cabeza con los escalones metálicos, usando su pie y sosteniendo sus brazos.
  - Después de la lucha, ambos se dieron la mano en señal de respeto, seguido por Alexander anunciando su renuncia a TNA.
- The Hardys (Matt Hardy & Jeff Hardy) derrotaron a The Rascalz (Trey & Zachary Wentz) y retuvieron el Campeonato Mundial en Parejas de TNA.
  - Jeff cubrió a Trey después de un «Swanton Bomb».
  - Antes de la lucha, los Campeones en Parejas de NXT Nathan Frazer & Axiom hicieron su presentación para ver la lucha.
- Masha Slamovich derrotó a Rosemary en un Clockwork Orange House of Fun Match y retuvo el Campeonato Mundial de Knockouts de TNA.
  - Slamovich cubrió a Rosemary después de un «Piledriver» sobre sillas.
  - Después de la lucha, Cora Jade apareció para confrontar a Slamovich.
- Joe Hendry derrotó a Nic Nemeth y ganó el Campeonato Mundial de TNA.
  - Hendry cubrió a Nemeth después de un «Standing Ovation».
  - Antes de la lucha, Ryan Nemeth confrontó a Santino Marella, siendo expulsado del ringside por éste.
  - Durante la lucha, Frankie Kazarian intentó canjear su oportunidad titular en el transcurso del encuentro, pero fue detenido por John Layfield, quien también atacó a Ryan, quien había interferido a favor de Nick.
  - Después de la lucha, Hendry celebró con el público.